# Zonacalda
| Recensione | Giudizio |
| ---------- | -------- |
| AllMusic   |          |

Zonacalda è il sesto album del compositore italiano Pierluigi Castellano, pubblicato nel 2002 dalla Ants.
Si tratta di un'opera composta e registrata per la radio che racconta il viaggio interiore di un uomo affetto da Aids.
I testi cantati dal baritono Roberto Abbondanza, scelti ed adattati da Francesco Antinucci, sono di John Keats, Johann Wolfgang Goethe e Tito Lucrezio Caro, gli altri scritti e recitati da Federica Santoro.

## Tracce
1. Recitativo I - 3:42 -
2. Ah Happy - 8:16 -
3. Recitativo II - 6:02 -
4. Have Nun Ach - 8:40 -
5. Recitativo III - 6:05 -
6. Sic Alid  - 12:19 -
7. Appendix I  - 7:00 -
8. Appendix II  - 3:22 -
9. Appendix III - 7:03 -

## Formazione
- Pierluigi Castellano - sintetizzatore, campionatore, direzione
- Roberto Abbondanza - voce
- Alvin Curran - pianoforte, shofar
- Paolo Fresu - tromba
- Diego Conti - violino
- Luca Venitucci - tastiere
- Fabrizio Spera - percussioni